# کریپتانتای زیردارمرز
کریپنانتای زیردارمرز (نام علمی: Oreocarya crymophila) گیاهی چندساله از تیرهٔ گاوزبانیان (Boraginaceae) است. معمولاً به آن کریپتانتای زیرآلپی می‌گویند.
در شهرستان‌های آلپاین و توولومن، جنوب دریاچه تاهو، در محدوده سیرا نوادا کالیفرنیا یافت می‌شود. به‌طور کلی در خاک‌های آتشفشانی صخره‌ای یا سنگی یافت می‌شود.